# Davina McCall

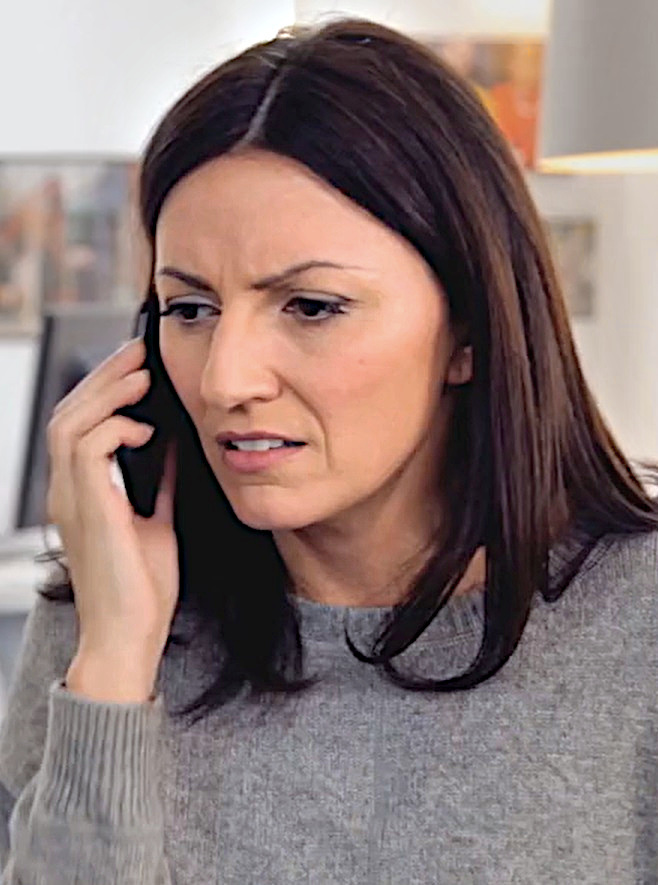
Davina McCall c.2013

Davina Lucy Pascale McCall, MBE (* 16. Oktober 1967 in London) ist eine englische Moderatorin und Schauspielerin, die für das britische Fernsehen arbeitet. Sie ist bekannt für die Moderation der UK-Version von Big Brother.

## Leben

### Kindheit
Im Alter von drei Jahren zog McCall zu ihren Großeltern nach Surrey, nachdem sich ihre Eltern scheiden ließen. Ihre französische Mutter Florence zog zurück nach Paris, wo McCall sie in den Ferien besuchen konnte. Sie besuchte weiterhin am Wochenende ihren Vater Andrew, einen Grafikdesigner, bevor sie im Alter von 13 mit ihm und seiner neuen Frau Gaby zusammenzog.

### Jugend
McCall besuchte die Privatschule Godolphin and Latymer School in Hammersmith. Während ihrer Jugend litt sie unter Magersucht. Im Alter von 15 Jahren sang McCall professionell in einer Band, entschied sich mit 19 Jahren aber dafür eine Solokarriere zu starten. Während dieser Zeit hatte sie eine Beziehung mit Eric Clapton, einem alten Familienfreund der McCalls. Dieser produzierte für sie eine Demokassette und half ihr beim Versuch, in der Popmusikwelt Fuß zu fassen. Vom Fehlschlag enttäuscht, gab sie das Singen auf und begann bei Models One als Disponentin. Sie erschien auch in Kylie Minogues Musikvideo zu „Word Is Out“. Später führte sie zwei Jahre ein Restaurant in Paris und arbeitete dort als singende Kellnerin. Sie kehrte nach einer gescheiterten Bewerbung als Kabarettistin im Moulin Rouge nach London zurück. In dieser Zeit wurde sie drogenabhängig.

### Heute
Nach der Beziehung mit Eric Clapton heiratete sie 1997 Andrew Lagget, ließ sich aber bald von ihm scheiden.
Im Jahre 2000 heiratete McCall Matthew Robertson, mit dem sie drei Kinder hat.

### Karriere
Nachdem sie sich von den Drogen gelöst hatte, half ihr Eric Clapton und sie bekam ihre eigene Sendung auf dem Musikkanal MTV.
1995 moderierte sie die Spielshow God’s Gift auf ITV und später die Spielshow Streetmate auf Channel 4. Nach dem mäßigen Erfolg der Sendung wurde McCall im Jahr 2000 Moderatorin der UK-Version von Big Brother und 2001 von Celebrity Big Brother, wovon sie bis zur Einstellung im Jahr 2010 alle Staffeln und einige Sondersendungen (Big Brother: On The Couch) moderierte. Sie präsentierte ebenfalls die Brit Awards des Jahres 2000, sowie einige der Comic Relief-Benefizshows. McCall moderierte auch viele Shows auf dem Sender ITV und im Jahr 2004 die British Academy Television Awards.
McCall schauspielerte wieder, indem sie 2001 in der Sitcom Sam’s Game auftrat, die aber nach schlechter Kritik nach nur einer Staffel eingestellt wurde. Sie trat auch in Leigh Francis’ Sketchshows Bo Selecta und A Bear’s Tail auf.
2003 wurde McCall nach einer Umfrage von Channel 4 zu einer der 100 Worst Britons gewählt.
Während der 6. Staffel von Big Brother verursachte McCall eine Diskussion, da sie während des Interviews mit dem Kandidaten Sam Heuston einen Bikini trug. Kurz danach erhielt sie einige Beschwerden für ihr feindseliges Interview mit der Kandidatin Makosi Musambasi in der Entscheidungsnacht. Im Dezember 2005 wurde bekannt, dass McCall ihre eigene Talkshow namens Davina auf BBC One bekommt. Nach der Erstausstrahlung im Februar 2006 wurde die Sendung wegen schlechter Quoten im April desselben Jahres abgesetzt.
Im März 2006 moderierte sie die British Academy Television Awards, im April 2006 und März 2008 die Sport Relief und im März 2007 den Red Nose Day.
Sie trat im Musikvideo zu Walk This Way der Sugababes und Girls Aloud auf.
McCall wirkte außerdem in der Dokumentation Let's Talk Sex mit, in der gezeigt wird, wie die sexuelle Aufklärung an britischen Schulen durchgeführt wird.
McCall sitzt seit Januar 2020 im Rateteam der britischen Version von The Masked Singer. Am 26. Dezember 2024 nahm sie in einer Weihnachts-Spezialausgabe selbst teil und erreichte als Star den zweiten Platz.

## Shows
- 1995: God’s Gift
- 1998: Don’t Try This At Home
- 1998–2000: Streetmate
- 2000–2010: Big Brother (UK)
- 2000: Brit Awards
- 2001–2010: Celebrity Big Brother
- 2001, 2007: Comic Relief
- 2002: The Vault
- 2002: Popstars: The Rivals
- 2003: Oblivious
- 2003: Reborn in the USA
- 2004: Love On A Saturday Night
- 2004, 2006: British Academy Television Awards
- 2005: He’s Having a Baby
- 2005: Live 8 (Edinburgh)
- 2006: Davina
- 2006: Sport Relief
- 2007: Red Nose Day
- 2007: Let’s Talk Sex
- 2007: Big Brother: On The Couch
- 2008: Sport Relief
- 2008: Dead Set
- 2010: Ultimate Big Brother
- seit 2020: The Masked Singer (Jurorin)